# Парадокс Икара
«Парадокс Икара» — это модель развития предприятия, введенная Дэнни Миллером в его книге «Парадокс Икара» (1990). «Парадокс Икара» выражается как капкан успеха, то есть большой успех компании может привести их же к собственной гибели. Выглядит нестандартно, в этом и парадокс.
По каким причинам может произойти такое явление — успех привел к гибели? Например, зачастую компании, выбрав себе направление, развивают и достигают успех… но с течением времени, потребности окружающего мира меняются и это направление может стать менее популярным, а иногда и вовсе ненужным. А самоуверенность руководителей или работников отдела по развитию компании в их почти абсолютном успехе не позволяет увидеть возможные опасности, которые могут грозить их компании. Таким образом, организации попадают в порочный круг, в котором успехи и победы становятся слабостью и ведут к падению организации.
Одним словом, главной причиной возникновения «Парадокса Икара» является узость взгляда. Она выражается в привычных образах мыслей и действий и является ловушкой, мешающей возникновению новых направлений для деятельности.
Если выразить легенду об Икаре языком экономики, то незнание законов внешнего мира и опасностей, которые могут подстерегать организацию, а зацикленность только на развитии своих сильных сторон может привести к краху.
Миллер выделил четыре траектории развития, которые приводят организацию к краху:
1. «Конструкторы» — это начальная стадия. Основные конкурентные преимущества этих организаций в инженерно-конструкторских работах. Это большие и сильные предприятия, которые улучшая качество продукции и разрабатывая стратегии производства, перестают учитывать нужды потребителей. В этом случае они уже переходят в стадию «лудильщики»(кризисная стадия).
2. «Строители» — начальная стадия. В основном это предприятия, которые склонны к быстрому росту. Но «застраивая рынок», они начинают вкладывать свой капитал в отрасли, которые им неизвестны. И в случае неудачи, происходит потеря внутренних ресурсов. «Строители» переходят в просто «застройщиков».
3. «Пионеры» — начальная стадия. Компании, выпускающие дизайнерские и инновационные разработки. Зацикливаясь на одном успешном проекте, они становятся невосприимчивыми к переменам, не выпускают новые виды продукции. Ну и соответственно прогорают. Хороший пример — Rolls Royce, Polaroid. Конечная стадия — «отшельники».
4. «Коммивояжёры» — начальная стадия. Для этих предприятий характерна диверсификация продуктов известных брендов. Но выходя на огромное количество рынков, выпускаемая продукция теряет качество. Тогда эти фирмы превращаются в «дрейфовщиков».

Также интересно то, что различные по стратегическому управлению компании по-разному входят в эту ситуацию-парадокс.
Миллер, создавая модель «Парадокс Икара», исходил из предпосылки, что активное развитие сильных сторон компании и только, приводит к необоснованной самоуверенности в собственном успехе и самодовольству, складываются обычаи.
Допустим, если вы добились большого успеха в какой-либо отрасли, то не следует останавливаться на этом, потому что любые перемены очень важны, они открывают путь к ещё большему успеху.
Теоретик СМИ Маршалл Маклюэн как-то заметил, что рыбе не дано понять, что она плавает в воде. Вода настолько неотделима от существования рыбы, что она её просто не замечает. В мире организаций немало таких примеров.
Итак, когда организация начинает терять позиции и успех идет на спад, несомненно, нужно вводить новшества, как в направлении деятельности, так и в методах управления организацией. Не стоит пережидать «черную полосу», так как она сама собой может и не закончиться.